# رابرت لیندزی (ورزشکار دو و میدانی)
رابرت لیندزی (انگلیسی: Robert Lindsay؛ ۱۸ آوریل ۱۸۹۰ – ۲۱ اکتبر ۱۹۵۸) دونده اهل بریتانیا بود.